# Liste der Monuments historiques in Le Plessis-Placy
Die Liste der Monuments historiques in Le Plessis-Placy führt die Monuments historiques in der französischen Gemeinde Le Plessis-Placy auf.

## Liste der Bauwerke
| Bezeichnung      | Beschreibung              | Standort | Kennzeichnung | Schutzstatus | Datum | Bild           |
| ---------------- | ------------------------- | -------- | ------------- | ------------ | ----- | -------------- |
| Kirche St-Victor | Erbaut im 13. Jahrhundert | (Lage)   | PA00087194    | Inscrit      | 1986  | weitere Bilder |

## Liste der Objekte
Zum Verständnis siehe: Kirchenausstattung
- Monuments historiques (Objekte) in Le Plessis-Placy in der Base Palissy des französischen Kultusministeriums